# 飯森嘉助
飯森 嘉助（いいもり かすけ、1937年3月14日 - 2012年5月27日）は、日本の学者。専門はアラビア語、中東文化。拓殖大学名誉教授。

## 人物・経歴
長野県佐久市出身。1960年信州大学教育学部卒業。大学卒業後に一旦中学校教諭となるが、その後アラビアの語学や文化などに関心を持ちエジプトのアル＝アズハル大学に留学し、1968年同大アラビア語学部歴史文明学科を卒業。
1970年拓殖大学非常勤講師、74年拓殖大学専任講師、1976年4月拓殖大学助教授、1983年4月拓殖大学政経学部教授を務め、2003年3月退職は、同年7月に拓殖大学名誉教授の称号を受ける。
中東では一般的な野菜であるモロヘイヤを日本に紹介し、モロヘイヤ普及協会を設立してその普及に努めた。
2012年5月27日に死去。75歳没。

## 著書
- 『英・和・アラビア語電気用語辞典』（那須宗和共著） ワセダ・プランニング・クリエート、1982年
- 『新健康野菜モロヘイヤ』 サンロード出版、1992年
- 『現代アラビア語入門』（黒柳恒男共著） 大学書林、1999年